# 메이스 (가수)
메이스(Mase, 1974년 8월 27일 ~)는 미국의 래퍼이며, 전 목사이다.

## 데뷔
1997년 퍼프 대디가 그의 랩실력을 보고, 베드 보이 레코드의 영입하게 한다.그래서 1집앨범 'Harlem World' 와 1999년 'Double Up'을 발매하면서, 빌보드차트 1위를 하게 되며 'Bad Boy Record'의 거물이 되었다. 그러나 같은해, 목사가 되는 것을 결심하고,음악계를 은퇴했다. 그러나 2004년다시 베드 보이 레코드와 계약하며,새 앨범 'Welcome Back'을 발매하며 빌보드 차트 1위를 했고, G-Unit에 들어갔으나, 아무런 소식이 없다.

## 디스코그래피
- Harlem World (1997)
- Double Up (1999)
- Welcome Back (2004)